# When Lust Evokes The Curse
When Lust Evokes The Curse – pierwszy studyjny album holenderskiego zespołu Autumn.

## Lista utworów
1. „Who Has Seen Her Wave Her Hand” - 6:56
2. „Mirrors Magic Sights” - 5:07
3. „When Lust Evokes The Curse” - 4:47
4. „Floating Towards Distress” - 4:07
5. „Behind The Walls Of Her Desire” - 4:47
6. „The Witch In Me” - 5:53
7. „Along Ethereal Levels” - 6:18
8. „Crown Of Thoughts” - 5:33
9. „For Those Who Are Left Behind” - 4:27
10. „Quiet Friend” - 5:32
11. „The Rest Of My Days” - 6:28